# 로빈 올센
로빈 패트릭 올센(스웨덴어: Robin Patrick Olsen, 1990년 1월 8일 ~ )은 말뫼 FF에서 골키퍼로 활약하고 있는 스웨덴의 축구 선수이다.

## 수상

### 클럽
말뫼 FF
- 알스벤스칸: 2013, 2014
- 스벤스카 수페르쿠펜: 2013

코펜하겐
- 덴마크 수페르리가: 2015–16, 2016–17
- 덴마크 컵: 2015–16, 2016–17

### 개인
- 알스벤스칸 올해의 골키퍼: 2014
- 스웨덴 올해의 골키퍼: 2016, 2017